# 慎守勤
慎守勤（：／，1450年—1506年），益昌府院君，朝鮮王朝燕山君時期政治人物，曾擔任左議政。
慎守勤是燕山君的義兄及國舅，其妹即王妃慎氏。亦是晉城大君（即後來的中宗）的岳父。在1506年的中宗反正事件中，慎守勤及其弟慎守英被反對燕山君的官員殺害，他的女兒慎氏雖然在中宗即位後成为王后，但很快勳舊派人物逼中宗廢慎氏位，趕她出宮。